# 1927年6月15日月食
1927年6月15日月食为一次在协调世界时1927年6月15日出現的月全食。該次月食半影食分為2.062、全影食分為1.017。偏食維持了102分，全食維持11分。

## 概述
這次月食的食分是17.51，偏食維持了102分，全食維持11分。

## 基本參數
- 類型：月全食
- 食甚資料：
  - 日期：1927年6月15日
  - 時間：8:24
  - 月球位置：赤經17.51度、赤緯-22.9度
  - 食分：半影食分：2.062、全影食分：1.017
  - 持續時間：偏食102分、全食11分

## 外部連結
- NASA月食專頁（页面存档备份，存于）（英文）